# Longuève (Sarthe)
Die Longuève ist ein Fluss in Frankreich, der in der Region Pays de la Loire verläuft. Er entspringt im Gemeindegebiet von Crissé zunächst unter dem Namen Gué Morceau, fließt in vorwiegend östlicher Richtung durch das Département Sarthe und mündet schließlich nach rund 23 Kilometern an der Gemeindegrenze von Assé-le-Riboul und Le Tronchet als rechter Nebenfluss in die Sarthe. Die Longuève hat keine größeren Zuflüsse.

## Orte am Fluss
(Reihenfolge in Fließrichtung)
- Saint-Rémy-de-Sillé
- Vernie
- Assé-le-Riboul